# Ундервуд (пишущая машинка)
Ундервуд — название пишущих машинок, производившихся одноимённой компанией со штаб-квартирой в Нью-Йорке с 1895 по 1959 год. Ундервуд иногда называется первой современной и по-настоящему популярной пишущей машинкой.

## История

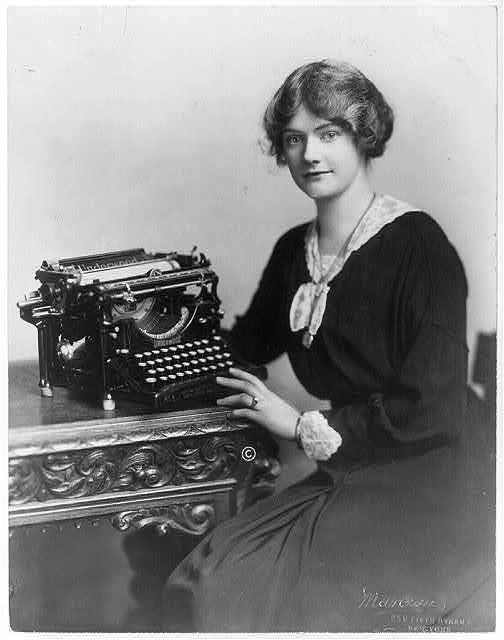
Женщина с печатной машинкой «Ундервуд». Около 1918 года

С 1874 года семья Ундервуд выпускала ленты для пишущих машинок и копировальную бумагу и входила в число нескольких фирм, выпускавших эти товары для компании «Ремингтон и сыновья». Когда Ремингтоны решили начать выпускать ленточки самостоятельно, Ундервуды решили начать собственное производство пишущих машинок.
Первая пишущая машинка «Ундервуд» была изобретена американцем немецкого происхождения Францем Ксавьером Вагнером, который показал её предпринимателю Джону Томасу Ундервуду. Ундервуд поддержал Вагнера и купил его компанию, признавая потенциальную коммерческую успешность машинки. «Ундервуд» № 1 и № 2, выпускавшиеся в период между 1896 и 1900 годами, имели надпись «Wagner Typewriter Co.» на задней стороне.

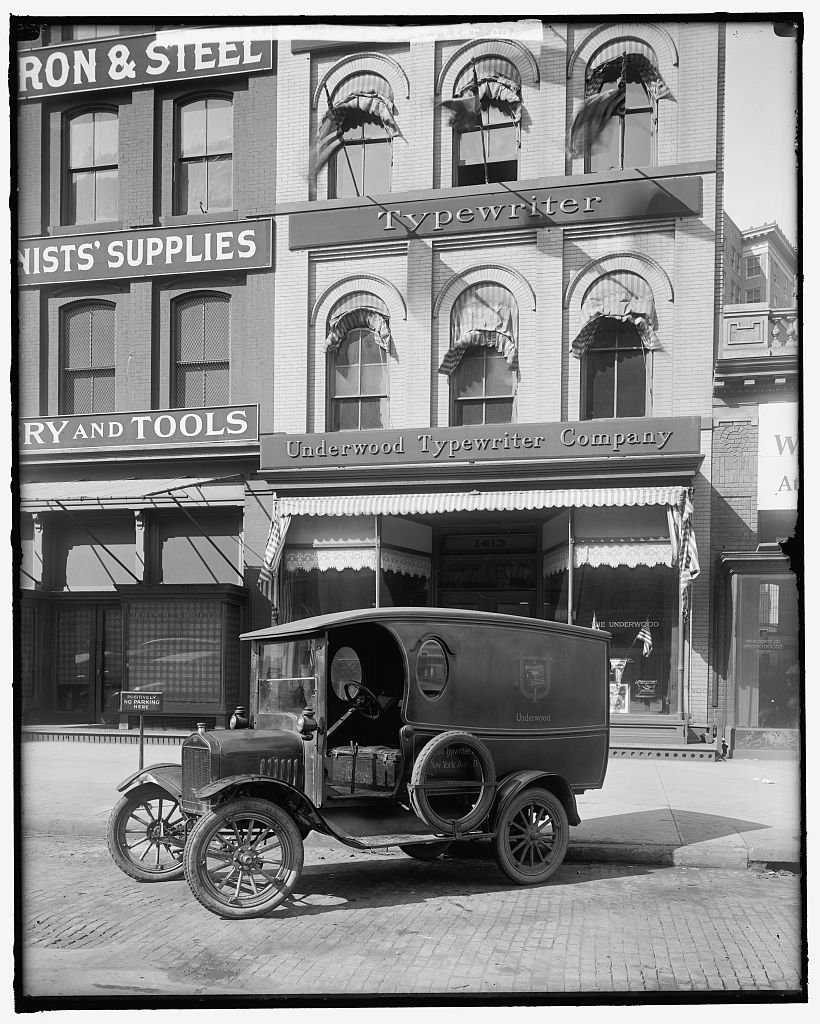
Здание, где располагалась компания «Ундервуд». Около 1915 года

«Ундервуд» № 5 начала выпускаться в 1900 году и была описана как «первая по-настоящему современная пишущая машинка». Два миллиона машинок были проданы в начале 1920-х годов, а их продажи «были равны по количеству продажам машинок всех других фирм, их производящих, вместе взятых». Когда компания переживала период своего расцвета, будучи крупнейшим в мире производителем пишущих машинок, её завод в Хартфорде, штат Коннектикут, выпускал по одной пишущей машинке в минуту.
В 1910-е годы, помимо пишущих машинок, компания производила также устройства для сложения и вычитания, например, Underwood Sundstrand Adding Machine 7120 и 8120.
Филипп Дакин Вагонер был назначен президентом компании «Эллиотт-Фишер» после Первой мировой войны (1914—1918). «Эллиот-Фишер» стала основателем Underwood Typewriter Company и Sundstrand Corporation. В 1927 году Вагонер реорганизовал компанию в Underwood-Elliott-Fisher, которая позже стала корпорацией «Ундервуд». Реорганизация была завершена в декабре 1927 года. Джон Томас Ундервуд был избран председателем совета директоров, а Вагонер — президентом Underwood Elliott-Fisher.
В годы перед Второй мировой войной «Ундервуд» создала самую большую в мире пишущую машинку с целью продвижения своей продукции. Пишущая машинка была выставлена на выставке в Гарден-Пир в Атлантик-Сити, Нью-Джерси в течение нескольких лет и привлекала большие толпы зрителей. «Ундервуд» часто приглашала молодых женщин сидеть на каждой из громадных клавиш для привлечения посетителей. Огромная пишущая машинка была сдана на металлолом, когда началась война.
Во время Второй мировой войны «Ундервуд» выпускала карабины M1 Carbine для нужд армии.
В 1945 году Вагонер был избран председателем совета компании «Ундервуд», а Леон С. Стауэлл был избран президентом. Вагонер оставался главой совета директоров. Компания «Оливетти» приобрела контрольный пакет акций «Ундервуд» в 1959 году, и завершила слияние в октябре 1963 года; новая компания стала известна в США как «Оливетти-Ундервуд» со штаб-квартирой в Нью-Йорке, и начала производить электромеханические калькуляторы. Название «Ундервуд» в последний раз появлялось на портативных пишущих машинках «Оливетти», производившихся в Испании в 1980-х годах.